# Vladimir Bersa
Vladimir Bersa (Zadar, 4. listopada 1864. – Zadar, 7. srpnja 1927.)
Uz studij prava u Grazu učio je i glazbu. Bio je upravni činovnik u Zadru, Supetru i Splitu. Skladao orkestralna (simfonijska slika Marjan), komorna (gudački kvarteti, klavirska trija), crkvena djela, nešto klavirskih skladbi, popijevke i 4 opere (Cvijeta, Andrija Čubranović, Komedijaš, Mozartova smrt). Zabilježio je mnogo pučkih napjeva (zbirku od 460 napjeva iz Dalmacije objavio je HAZU 1944.).